# بليك راسيل
بليك راسيل (بالإنجليزية: Blake Russell)‏ هي عداءة مراثونية أمريكية، ولدت في 24 يوليو 1975 في وينستون-سالم في الولايات المتحدة.

## وصلات خارجية
- بليك راسيل على موقع الاتحاد الدولي لألعاب القوى (الإنجليزية)
- بليك راسيل على موقع أوليمبيديا (الإنجليزية)
- بليك راسيل على موقع اللجنة الأولمبية والبارالمبية الأمريكية (الإنجليزية)